# Doctorul Taifun
Doctorul Taifun este un roman de Gala Galaction. A fost publicat prima dată în anul 1933.
Doctorul Taifun este porecla Doctorului Bobîrcă, o somitate medicală în cardiologie, dar de o urâțenie  neîntrecută. Acesta s-a îndrăgostit de o pacientă cu care probabil are un copil. Soțul femeii intenționează s-o elibereze și să divorțeze de ea, dar totul pentru un milion de lei. Doctorul Taifun își dă seama între timp că femeia îl înșeală cu doi bărbați, iar fiecare dintre cei doi este asigurat că este tatăl copilului.

## Vezi și
- 1933 în literatură